# Wake Up (chanson d'Eliot)
Pour les articles homonymes, voir Wake Up.
Chansons représentant la Belgique au Concours Eurovision de la chanson
A Matter of Time
(2018) Release Me
(2020)
Wake Up est une chanson du chanteur belge Eliot Vassamillet dit Eliot.
Choisi pour représenter la Belgique au Concours Eurovision de la chanson 2019 à Tel-Aviv, le titre est dévoilé le 28 février 2019.

## Description
La chanson est composée par Pierre Dumoulin, chanteur et leader du groupe de rock liégeois Roscoe. Ce dernier et Eliot en sont les auteurs.
Le clip est dévoilé sur YouTube le 27 février 2018.
Le 15 janvier 2019, la RTBF confirme alors officiellement qu'Eliot Vassamillet est le représentant de la Belgique au prochain concours. Elle déclare que la chanson est écrite par Pierre Demoulin, co-auteur de la chanson City Lights de Blanche du Concours Eurovision de la chanson 2017. ESCkaz rapporte le même jour que le titre serait Wake Up.